# Koa (Burkina Faso)
Pour les articles homonymes, voir Koa.
Koa est une commune située dans le département de Doumbala de la province de Kossi au Burkina Faso.